# Peter Dodson
Peter Dodson – amerykański paleontolog, autor wielu prac i współautor licznych książek na temat dinozaurów. W 1986 opisał awaceratopsa. Będąc autorytetem w dziedzinie ceratopsów, poświęcił także kilka prac dinozaurom kaczodziobym i zauropodom. Jest profesorem paleontologii i anatomii weterynaryjnej na University of Pennsylvania. W 2001 dwóch dawnych studentów nadało dawnemu gatunkowi płaza bezogonowego Nezpercius dodsoni. O ile epitet gatunkowy honoruje profesora, nazwa rodzajowa odnosi się do plemienia indiańskiego Nez Percé.

## Książki
- Dodson, P. (1996). The Horned Dinosaurs. Princeton University Press:Princeton, New Jersey, p. 244. ISBN 0-691-02882-6.
- Upchurch, P., Barrett, P.M. and Dodson, P. 2004. Sauropoda. W: The Dinosauria, 2nd edition. D. Weishampel, P. Dodson, and H. Osmólska (red.). University of California Press, Berkeley